# J2 League 2017
Die J2 League 2017 war die neunzehnte Spielzeit der zweiten Division der japanischen J. League und die dritte unter dem Namen J2 League. An ihr nahmen 22 Vereine teil. Die Saison begann am 26. Februar 2017 und endete am 19. November 2017; die beiden Runden der Aufstiegsplayoffs folgten am 26. November und 3. Dezember 2017.
Meister wurde Shonan Bellmare. Neben der Mannschaft aus Hiratsuka, Kanagawa stieg auch Vizemeister V-Varen Nagasaki direkt auf, in den Aufstiegsplayoffs zwischen den Mannschaften der Plätze 3 bis 6 konnte sich der Tabellendritte Nagoya Grampus durchsetzen. Thespakusatsu Gunma stieg als Tabellenletzter direkt in die J3 League 2018 ab; der Tabellenvorletzte Roasso Kumamoto durfte trotz Erreichen des vorletzten Platzes in der Spielklasse verbleiben, da Blaublitz Akita, Meister der J3 League 2017, nicht über die notwendige Lizenz für die J2 League verfügte.

## Modus
Die Vereine spielten ein Doppelrundenturnier aus; somit ergaben sich insgesamt 42 Partien pro Mannschaft. Für einen Sieg gab es drei Punkte, bei einem Unentschieden einen Zähler. Die Tabelle wurde also nach den folgenden Kriterien erstellt:
1. Anzahl der erzielten Punkte
2. Tordifferenz
3. Erzielte Tore
4. Ergebnisse der Spiele untereinander
5. Entscheidungsspiel oder Münzwurf

Die zwei Vereine mit den meisten Punkten stiegen am Ende der Saison direkt in die J1 League 2018 auf.
Der dritte Aufsteiger wurde durch ein Turnier im K.-o.-System über zwei Runden zwischen den Mannschaften auf den Plätzen 3 bis 6 ermittelt. Hierbei spielte der Dritte gegen den Sechsten, der Vierte trat gegen den Fünften an. Die höherplatzierte Mannschaft genoss Heimrecht. Im Falle eines Unentschiedens nach 90 Minuten kam der besserplatzierte Verein eine Runde weiter. Das Finale fand aufgrund der Bautätigkeiten rund um das Olympiastadion Tokio im Heimstadion des besserplatzierten Vereines im Finale statt, der Sieger stieg in die J1 League auf.
Die ursprüngliche Planung sah vor, dass die beiden Tabellenletzten direkt in die J3 League 2018 absteigen sollten, die in den Vorjahren ausgetragenen Relegationsspiele zwischen dem Tabellenvorletzten und dem Vizemeister der J3 League 2017 wurden gestrichen. Da jedoch nur einer der beiden besten Mannschaften der J3 League 2017 eine J2-Lizenz erhielt, wurde der Abstieg entsprechend um eine Mannschaft vermindert.

## Teilnehmer
Am Ende der vorherigen Saison schaffte Meister Consadole Sapporo nach fünf Jahren die Rückkehr ins japanische Fußball-Oberhaus. Begleitet wurde der Verein aus dem japanischen Norden vom Zweitplatzierten Shimizu S-Pulse, der nach nur einem Jahr wieder in die J1 League zurückkehrte, und dem Gewinner der Aufstiegsplayoffs, Cerezo Osaka, der zuletzt in der Saison 2014 der höchsten japanischen Spielklasse angehörte. Ersetzt wurden die drei Aufsteiger durch die drei Absteiger aus der J1 League 2016, Nagoya Grampus, Shonan Bellmare und Avispa Fukuoka. Nagoya spielte dabei zum ersten Mal seit Gründung der J. League zweitklassig; zuletzt war der Verein noch als Toyota Motors in der Japan Soccer League 1989/90 auf der zweiten Stufe der Ligenpyramide aktiv. Avispa Fukuoka beendete nach nur einem Jahr seine insgesamt vierte Zugehörigkeit zur J1 League, Shonan Bellmare kehrte nach zwei Spielzeiten ebenfalls zum vierten Mal in die J2 League zurück.
Am unteren Ende der Tabelle verließ Giravanz Kitakyūshū als Tabellenletzter auf direktem Wege die J2 und beendete somit eine siebenjährige Ligenzugehörigkeit. Ersetzt wird das Team aus dem Norden Kyūshūs durch den einige Kilometer weiter östlich beheimateten Meister der J3 League 2016 Ōita Trinita, welche die direkte Rückkehr in die J2 schaffte. Zweigen Kanazawa, Vorletzter der J2 League 2016, konnte sich dagegen in den Relegationsspielen gegen den Vizemeister der J3 League 2016, Tochigi SC, behaupten und verblieb somit in der Liga.
| Team                      | Stadt                | Heimstadion                            |
| ------------------------- | -------------------- | -------------------------------------- |
| Avispa Fukuoka            | Fukuoka, Fukuoka     | Level-5 Stadium                        |
| Ehime FC                  | Matsuyama, Ehime     | Ningineer Stadium                      |
| Fagiano Okayama           | Okayama, Okayama     | City Light Stadium                     |
| FC Gifu                   | Gifu, Gifu           | Nagaragawa-Stadion                     |
| JEF United Ichihara Chiba | Chiba, Chiba         | Fukuda Denshi Arena                    |
| Kamatamare Sanuki         | Takamatsu, Kagawa    | Pikara Stadium                         |
| Kyōto Sanga               | Kyōto, Kyōto         | Nishikyōgoku Athletic Stadium          |
| FC Machida Zelvia         | Machida, Tokio       | Machida Municipal Stadium              |
| Matsumoto Yamaga FC       | Matsumoto, Nagano    | Matsumotodaira Park Stadium Alwin      |
| Mito Hollyhock            | Mito, Ibaraki        | K's denki Stadium                      |
| Montedio Yamagata         | Yamagata, Yamagata   | ND Soft Stadium                        |
| Nagoya Grampus            | Nagoya, Aichi        | Paloma Mizuho Stadium / Toyota Stadium |
| Ōita Trinita              | Ōita, Ōita           | Ōita Bank Dome                         |
| Renofa Yamaguchi FC       | Yamaguchi, Yamaguchi | Ishin Memorial Park Stadium            |
| Roasso Kumamoto           | Kumamoto, Kumamoto   | EGAO Kenko Stadium1                    |
| Shonan Bellmare           | Hiratsuka, Kanagawa  | Shonan BMW Stadium Hiratsuka           |
| Thespakusatsu Gunma       | Gunma, Gunma         | Shoda Shoyu Stadium Gunma              |
| Tokushima Vortis          | Tokushima, Tokushima | Pocari Sweat Stadium                   |
| Tokyo Verdy               | Tokio                | Ajinomoto Stadium                      |
| V-Varen Nagasaki          | Nagasaki, Nagasaki   | Transcosmos Stadium Nagasaki           |
| Yokohama FC               | Yokohama, Kanagawa   | NHK Spring Mitsuzawa Football Stadium  |
| Zweigen Kanazawa          | Kanazawa, Ishikawa   | Ishikawa Athletics Stadium             |

Bemerkungen
1. Das Stadium in Kumamoto wurde zu Beginn dieser Saison von Umakana Yokana Stadium in EGAO Kenko Stadium umbenannt.[2]

## Trainer
| Verein              | Cheftrainer                                       |
| ------------------- | ------------------------------------------------- |
| Montedio Yamagata   | Takashi Kiyama                                    |
| Mito HollyHock      | Takayuki Nishigaya                                |
| Thespakusatsu Gunma | Hitoshi Morishita                                 |
| JEF United Chiba    | Juan Esnáider                                     |
| Tokyo Verdy         | Miguel Ángel Lotina                               |
| FC Machida Zelvia   | Naoki Sōma                                        |
| Yokohama FC         | Hitoshi Nakata → Yasuhiko Okudera → Edson Tavares |
| Shonan Bellmare     | Cho Kwi-jae                                       |
| Matsumoto Yamaga FC | Yasuharu Sorimachi                                |
| Zweigen Kanazawa    | Masaaki Yanagishita                               |
| Nagoya Grampus      | Yahiro Kazama                                     |
| FC Gifu             | Takeshi Ōki                                       |
| Kyoto Sanga FC      | Takanori Nunobe                                   |
| Fagiano Okayama     | Tetsu Nagasawa                                    |
| Renofa Yamaguchi FC | Nobuhiro Ueno → Shinji Sarusawa → Carlos Mayor    |
| Kamatamare Sanuki   | Makoto Kitano                                     |
| Tokushima Vortis    | Ricardo Rodríguez                                 |
| Ehime FC            | Shūichi Mase                                      |
| Avispa Fukuoka      | Masami Ihara                                      |
| V-Varen Nagasaki    | Takuya Takagi                                     |
| Roasso Kumamoto     | Hiroyuki Kiyokawa → Tomoyoshi Ikeya               |
| Oita Trinita        | Tomohiro Katanosaka                               |

## Spieler
| Verein              | Spieler |
| ------------------- | --- |
| Montedio Yamagata   | Tsuyoshi Kodama (38/0), Kazuki Segawa (23/0), Naoki Kuriyama (10/2), Hirokazu Usami (2/0), Shun'ya Suganuma (40/0), Takumi Yamada (32/1), Ryōsuke Matsuoka (12/0), Kōki Kazama (21/0), Yūji Senuma (38/9), Yūto Suzuki (31/5), Toyofumi Sakano (42/13), Tatsuya Ishikawa (7/0), Takuya Honda (36/0), Ken’ichi Kaga (20/1), Yūhei Satō (20/1), Shun Nakamura (25/4), Shūto Minami (2/0), Tetsurō Ōta (9/0), Rikiya Motegi (34/1), Lee Je-seung (1/0), Daiki Tomii (4/0), Kenji Arabori (16/0), Kōya Yuruki (37/2), Ayumu Nagatō (19/2), Toshiya Takagi (36/1), Kaito Anzai (10/0), Yōichi Naganuma (3/0), Ryōma Nishimura (4/0), Masato Nakayama (15/2)                                                     |
| Mito HollyHock      | Taiki Tamukai (23/0), Makito Itō (2/0), Kōhei Uchida (36/2), Keisuke Funatani (16/1), Ryōhei Hayashi (41/14), Hiroki Bandai (1/0), Kazuhiro Satō (39/1), Kōji Hashimoto (36/3), Keita Tanaka (4/0), Shō Satō (39/0), Yōsuke Yuzawa (35/1), Eiji Shirai (36/1), Yūki Yamamura (5/1), Jun’ya Imase (26/0), Takashi Kasahara (42/0), Jun’ya Hosokawa (37/0), Takuma Hamasaki (19/0), Masato Kojima (16/0), Takuya Miyamoto (6/0), Ryō Toyama (21/1), Paulao (9/0), Ryōji Fukui (38/1), Ryūsei Saitō (2/1), Daizen Maeda (36/13), Takafumi Shimizu (3/0), Ryōtarō Itō (6/0), Keita Saitō (12/1) |
| Thespakusatsu Gunma | Keiki Shimizu (31/0), Tetsuya Funatsu (27/1), Yūsuke Kawagishi (14/0), Shūsuke Tsubouchi (8/0), Takumi Abe (35/0), Tatsuki Kobayashi (25/0), Shunta Takahashi (36/1), Takafumi Suzuki (26/1), Yūya Yamagishi (36/3), Matheus (11/0), Yūichirō Nagai (2/0), Masatoshi Ishida (26/0), Shōhei Okada (31/4), Keita Ichikawa (8/0), Kento Kawata (5/0), Yūgo Ichiyanagi (16/0), Park Kun (36/0), Shō Murata (2/0), Yūkō Takase (6/0), Kazuma Takai (39/10), Daiki Deoka (14/0), Yūki Okaniwa (36/1), Yūki Matsushita (32/0), Kang Soo-il (22/10), Choi Joon-gi (21/1), Naoya Yoshida (3/0), Lee Kang-uk (1/0), Kōhei Morita (10/0), Ayumi Niekawa (11/0), Yeo Sung-hae (16/0)                                   |
| JEF United Chiba    | Naoya Kondō (38/4), Kengo Kitazume (14/0), Atsuto Tatara (8/0), Masaki Yamamoto (23/3), Yūto Satō (19/0), Kōki Kiyotake (40/11), Larrivey (38/19), Yamato Machida (36/6), Takayuki Funayama (38/7), Hirotaka Tameda (17/4), Aranda (16/2), Andrew Kumagai (31/0), Hiroki Sugajima (6/0), Yūki Ōkubo (13/1), Makito Yoshida (1/0), Asahi Yada (17/2), Masashi Wakasa (12/0), Jorge Salinas (15/0), Naotake Hanyū (8/0), Yūya Satō (35/0), Lee Joo-young (2/0), Yūsuke Higa (8/0), Jun Okano (11/0), Takaya Inui (25/3), Kaito Yamamoto (2/0), Yūshi Mizobuchi (13/0), Issei Takahashi (23/2), Takaharu Nishino (5/1), Daigo Furukawa (2/0), Kim Byeom-yong (36/2), Luis Ojeda (5/0), Hiroshi Ibusuki (28/3) |
| Tokyo Verdy         | Takahiro Shibasaki (42/0), Kōki Anzai (40/3), Akira Ibayashi (41/3), Shinnosuke Hatanaka (27/2), Tomohiro Taira (38/2), Kazuki Anzai (37/3), Alan Pinheiro (39/17), Masaki Chūgo (13/1), Douglas Vieira (41/18), Yoshiaki Takagi (37/7), Masaomi Nakano (6/0), Carlos Martinez (19/1), Tatsuya Uchida (41/2), Daisuke Takagi (24/1), Mitsuru Nagata (10/0), Shion Inoue (11/0), Naoya Tamura (17/1), Shōgo Hayashi (4/0), Hideo Hashimoto (26/0), Jumpei Takaki (3/0), Takahiro Futagawa (2/0), Kōta Watanabe (27/1), Ryōta Kajikawa (41/1) |
| FC Machida Zelvia   | Masayuki Okuyama (25/0), Kōdai Fujii (18/0), Kōta Fukatsu (31/0), Ri Han-jae (22/1), Makito Yoshida (28/3), Tatsuya Yazawa (29/1), Kōji Suzuki (12/2), Kōhei Tokita (11/0), Yūya Nakamura (8/0), Ryōhei Yoshihama (21/0), Yūdai Inoue (40/4), Junki Endō (8/1), Taiki Hirato (26/3), Ryōta Matsumoto (33/1), Toshiyasu Takahara (42/0), Satoru Hoshino (2/0), Akira Toshima (33/6), Kim Song-gi (17/2), Shigeto Masuda (26/2), Kōta Morimura (36/2), Yūki Nakashima (41/11), Hiroki Todaka (26/6), Naoki Ōtani (25/2), Kentarō Shigematsu (23/3), Ryūjoseph Hashimura (1/0) |
| Yokohama FC         | Yōhei Takaoka (41/0), Yūta Fujii (21/0), Ryō Tadokoro (39/0), Masaki Watanabe (12/0), Shōgo Nishikawa (35/2), Takahiro Nakazato (40/1), Naoki Nomura (35/6), Kensuke Satō (40/4), Tomohiro Tsuda (18/0), Shin’ichi Terada (10/0), Kazuyoshi Miura (12/1), Yōsuke Nozaki (15/2), Ibba (41/25), Yūki Nakayama (12/0), Jumpei Arai (16/1), Shūma Kusumoto (3/0), Yūta Minami (1/0), Jeong Chung-geun (37/7), Calvin Jong-a-Pin (38/1), Asahi Masuyama (9/0), Takuya Nagata (24/1), Keita Ishii (3/0), Kōsuke Saitō (6/0), Yōta Maejima (2/0), Takanobu Komiyama (25/0), Yasumasa Kawasaki (1/0), Tetsuya Ōkubo (22/5), Leandro Domingues (19/3)                                                               |
| Shonan Bellmare     | Yōta Akimoto (42/0), Shunsuke Kikuchi (23/8), Ryōhei Okazaki (4/0), Andre Bahia (39/4), Hiroki Akino (38/4), Toshiki Ishikawa (36/2), Yūta Kamiya (7/0), Naoki Yamada (39/5), Dinei (33/12), Chiquinho (2/0), Dragan Mrdja (10/1), Yoshihito Fujita (11/0), Miki Yamane (37/0), Seiya Fujita (15/1), Ryūnosuke Noda (20/2), Mitsuki Saitō (30/0), Jin Hanato (27/1), Eijirō Takeda (1/0), Genta Omotehara (20/0), Keisuke Tsuboi (5/0), Hokuto Shimoda (10/0), Kaoru Takayama (8/2), Yūta Narawa (25/1), Akira Andō (2/0), Hirokazu Ishihara (10/0), Daiki Sugioka (37/3), Tsuyoshi Shimamura (18/3), Takuya Okamoto (30/3), Temma Matsuda (3/0), Ryō Takahashi (6/1)                                      |
| Matsumoto Yamaga FC | Yeo Sung-hae (1/0), Hayuma Tanaka (40/1), Masaki Iida (41/3), Yūdai Iwama (38/2), Jun Andō (11/0), Takuya Takei (13/0), Serginho (27/3), Hiroyuki Takasaki (41/19), Kōhei Kudō (41/8), Kōhei Mishima (18/0), Keita Gotō (20/1), Paulinho (34/4), Masaki Miyasaka (23/3), Tomohiko Murayama (28/0), Diego (4/0), Takefumi Tōma (20/1), Hiroki Yamamoto (31/3), Takayoshi Ishihara (37/7), Tomoyuki Suzuki (14/0), Kenta Hoshihara (1/0), Tomotaka Okamoto (5/0), Masahiro Nasukawa (6/0), Takaaki Shichi (6/0), Yoshiki Oka (4/0), Yōta Shimokawa (8/0), Yūya Hashiuchi (41/1), Yū Yasukawa (21/4), Davi (3/0), Musashi Suzuki (9/0)                                                                        |
| Zweigen Kanazawa    | Yūji Sakuda (34/0), Tatsushi Koyanagi (38/0), Kōsuke Ōta (29/0), Hisashi Ōhashi (42/1), Masaru Akiba (4/0), Kenta Yamafuji (2/0), Kōichi Satō (42/16), Keiya Nakami (40/12), Kyōhei Sugiura (37/2), Kōdai Enomoto (1/0), Masahiro Kaneko (27/3), Kiwara Miyazaki (39/5), Yasuhito Tomita (3/0), Kōji Noda (23/0), Yūki Kakita (32/3), Keisuke Minegishi (1/0), Yūto Shirai (42/0), Yūhei Ōtsuki (19/1), Tomonobu Hiroi (19/1), Ryōma Ishida (41/0), Masato Yamazaki (28/2), Byeon Jun-byum (5/0), Honoya Shōji (22/0), Keigo Numata (14/1) |
| Nagoya Grampus      | Seigō Narazaki (29/0), Ikki Arai (6/1), Kazuki Kushibiki (34/1), Charles (5/0), Shun Ōbu (1/0), Shōta Kobayashi (1/0), Taishi Taguchi (34/9), Washington (29/1), Simovic (40/18), Felipe Garcia (20/4), Hisato Satō (28/5), Ryōta Isomura (9/0), Ryōta Tanabe (2/0), Kazuya Miyahara (41/0), Yōhei Takeda (9/0), Yūki Kobayashi (26/1), Tsubasa Shibuya (4/0), Yūki Oshitani (16/1), Kōhei Hattanda (16/0), Ryōta Aoki (26/11), Ryūji Sugimoto (17/2), Kōki Sugimori (26/2), Keiji Tamada (28/6), Ryūji Izumi (39/1), Shumpei Fukahori (2/0), Ryūsuke Sakai (10/1), Lim Seung-gyeom (12/1), Ryō Nagai (23/6), Kenta Uchida (18/1), Yōsuke Akiyama (9/1), Gabriel Xavier (16/7)                             |
| FC Gifu             | Masanori Abe (30/1), Tsubasa Aoki (16/2), Sisinio (39/0), Paulo Jun’ichi Tanaka (36/5), Hideyuki Nozawa (14/0), Cristian (8/3), Yoshihiro Shōji (41/5), Kyōgo Furuhashi (42/6), Kōya Kazama (28/6), Daiki Tamori (32/1), Takayuki Fukumura (38/1), Yūki Ōmoto (42/4), Ryō Takiya (4/0), Kento Yabuuchi (5/0), Kōhei Yamada (24/1), Yūto Ono (30/2), Hiroaki Namba (37/9), Victor (42/0), Gō Iwase (6/0), Henik (18/1), Yūshi Nagashima (39/5), Kensei Nakashima (6/0) |
| Kyoto Sanga FC      | Takanori Sugeno (32/0), Masato Yuzawa (9/0), Yūji Takahashi (23/0), Marcus Tulio Tanaka (31/15), Kyōhei Yoshino (34/1), Yūki Honda (38/2), Ryōsuke Tamura (10/1), Ha Sung-min (25/0), Kevin Oris (27/6), Sergio Escudero (21/0), Yūto Iwasaki (35/2), Keiya Sentō (24/5), Yūta Someya (31/0), Lee Yong-jae (30/4), Yūsuke Muta (6/0), Reo Mochizuki (19/1), Yōhei Ōno (8/1), Shun Itō (16/1), Keisuke Shimizu (10/0), Tomoya Koyamatsu (38/8), Kyōhei Uchida (9/0), Shōgo Asada (4/0), Shōgo Shimohata (20/0), Yōsuke Ishibitsu (40/1), Masashi Ōguro (28/6), Yukio Tsuchiya (6/0) |
| Fagiano Okayama     | Masahiko Sawaguchi (25/1), Shingo Kukita (27/2), Tetsushi Kondō (3/0), Kazuhito Watanabe (30/0), Tadashi Takeda (10/1), Daisuke Itō (24/1), Hideki Ishige (31/2), Kim Jong-min (2/0), Yōhei Ōtake (29/3), Makoto Mimura (27/1), Masatoshi Kushibiki (6/0), Kōhei Kiyama (41/2), Kenji Sekido (40/1), Park Hyung-jin (33/3), Orsini (12/1), Eiichi Katayama (32/1), Yoshiki Fujimoto (19/1), Akira Kaji (24/0), Jun Ichimori (36/0), Shingo Akamine (22/10), Shōhei Takeda (1/1), Sōichi Tanaka (4/0), Kōki Tsukagawa (34/2), Yūta Toyokawa (35/8), Jang Suk-won (2/0), Kōjirō Shinohara (33/1) |
| Renofa Yamaguchi FC | Masaaki Murakami (14/0), Masafumi Miyagi (24/3), Kōdai Watanabe (27/2), Yōhei Fukumoto (22/1), Kentarō Satō (36/0), Takayuki Mae (24/2), Hideya Okamoto (8/0), Kōsuke Onose (41/6), Kazuhito Kishida (30/7), Yūya Torikai (16/0), Rei Yonezawa (16/0), Issei Takayanagi (20/0), Jōji Ikegami (20/1), Park Chan-yong (18/1), Taiki Katō (29/0), Yūki Kagawa (16/1), Yūji Hoshi (29/3), Takeru Kiyonaga (9/0), Yūma Hiroki (27/0), Masashi Wada (17/1), Marcelo Vidal (2/0), Tsugutoshi Ōishi (23/3), Leonardo Ramos (17/7), Hidetoshi Miyuki (21/1), Abel Luciatti (12/0), Genki Yamada (21/0), Kazuki Kozuka (39/8), Daisuke Yoshimitsu (8/0)                                                              |
| Kamatamare Sanuki   | Kenta Shimizu (37/0), Kōta Ogino (3/0), Taiki Nakashima (17/0), Daigō Watanabe (38/2), Atsushi Ichimura (18/0), Ryōta Nagata (42/3), Tomoya Ōsawa (4/0), Kazuki Ganaha (12/2), Kazumasa Takagi (37/3), Kenji Baba (39/5), Tetsuya Kijima (33/6), Allan (14/0), Taishi Tsunada (6/0), Shūhei Matsubara (1/0), Lee Yong-jik (23/2), Hayato Nakama (39/2), Kazuki Hara (31/7), Yūsuke Takeda (30/3), Hironori Nishi (32/4), Takuya Seguchi (4/0), Kazuya Okamura (27/0), Shōhei Yamamoto (17/0), Yoon Seon-ho (6/0), Takuya Nagasawa (2/0), Yūki Morikawa (6/1), Evson (20/1), Alex (18/0), Lee Joo-young (6/0), Ryōsuke Kijima (10/0)                                                                        |
| Tokushima Vortis    | Vasiljevic (21/0), Leo Ōsaki (27/0), Kōtarō Fujiwara (36/0), Hidenori Ishii (11/0), Carlinhos (25/0), Yūji Kimura (4/0), Ken Iwao (41/4), Asceric (6/0), Jun’ya Ōsaki (18/6), Yatsunori Shimaya (32/7), Ryō Matsumura (4/0), Takeshi Hamada (5/0), Rikuya Izutsu (21/1), Daiki Watari (42/23), Ryōgo Yamasaki (34/14), Akihiro Satō (10/0), Yūto Uchida (21/3), Kim Jong-pil (14/0), Yūji Kajikawa (14/0), Rikuto Hirose (13/0), Taiga Maekawa (37/2), Chie Edoojon Kawakami (2/0), Tarō Sugimoto (41/6), Kazuaki Mawatari (39/4), Atsushi Izawa (5/0), Takumi Sasaki (2/0), Tōru Hasegawa (28/0), Yūdai Konishi (13/0), Shōhei Kiyohara (9/0)                                                             |
| Ehime FC            | Nobuhisa Urata (37/3), Mutsumi Tamabayashi (28/1), Daiki Nishioka (12/0), Ibuki Fujita (42/0), Kōhei Mihara (9/1), Takashi Kondō (40/6), Shūto Kojima (38/6), Kōki Arita (34/7), Kōdai Yasuda (12/0), Yumemi Kanda (17/1), Kōsuke Shirai (41/4), Shion Niwa (34/7), Hiroto Tanaka (22/0), Daiki Kogure (32/1), Gō Nishida (21/5), Shūhei Hotta (1/0), Kazuhisa Kawahara (37/11), Hiroki Mawatari (1/0), Yūki Fukaya (9/0), Makoto Rindō (39/1), Park Seong-su (41/0), Ryūga Suzuki (8/0), Junki Koike (32/0) |
| Avispa Fukuoka      | Mizuki Hamada (4/0), Yūichi Komano (39/1), Yūki Sanetō (21/1), Danilson (3/0), Won Du-jae (18/2), Yūta Mikado (41/3), Riki Matsuda (31/4), Hisashi Jōgo (26/2), Daisuke Sakata (31/1), Hirotaka Tameda (1/0), Takehiro Tomiyasu (35/1), Toshiya Sueyoshi (4/0), Daisuke Ishizu (36/8), Wellington (36/19), Masashi Kamekawa (42/0), Shunsuke Tsutsumi (17/0), Euller (5/0), Willian Popp (19/0), Hokuto Nakamura (5/0), Rikihiro Sugiyama (30/0), Teruhito Nakagawa (18/0), Akishige Kaneda (14/0), Takahiro Kunimoto (1/0), Gilsinho (30/3), Kōki Shimosaka (8/0), Kōji Yamase (40/6), Keisuke Iwashita (32/3)                                                                                            |
| V-Varen Nagasaki    | Takuya Masuda (42/0), Masakazu Tashiro (31/0), Ryūtarō Iio (39/3), Ryōta Takasugi (28/2), Daichi Tagami (24/1), Yūsuke Maeda (32/1), Shūto Kōno (30/3), Yū Kimura (18/5), Juanma (32/11), Yūji Yabu (14/0), Junki Hata (5/0), Daichi Inui (40/4), Teruki Tanaka (1/0), Yuzuru Shimada (37/2), Kōta Miyamoto (11/0), Kenta Furube (10/0), Masakazu Yoshioka (19/2), Takashi Sawada (40/5), Keita Nakamura (37/8), Fumitaka Kitatani (14/0), Teppei Usui (11/0), Yūsuke Murakami (6/0), Hijiri Onaga (38/4), Kensuke Fukuda (7/0), Miguel Pallardo (4/0), Yūki Kagawa (1/1), Shū Hiramatsu (12/3), Mitsuru Maruoka (5/1)                                                                                     |
| Roasso Kumamoto     | Minoru Hata (22/0), Kōhei Kuroki (40/2), Lim Jin-woo (6/0), Takuya Sonoda (32/0), Ryūjirō Ueda (30/1), Takumi Murakami (26/0), Shōsuke Katayama (34/0), Morbeck (6/0), An Byong-jun (33/7), Ryūichi Hirashige (7/1), Gustavo (29/5), Kai Miki (19/0), Tatsuya Tanaka (21/0), Yasuaki Okamoto (8/0), Hayate Hachikubo (21/3), Kazumasa Uesato (28/1), Masataka Nomura (10/0), Takurō Uehara (15/0), Yūki Kotani (23/2), Yūji Kimura (6/0), Yūya Mitsunaga (16/0), Yūto Nakayama (17/0), Shōta Hayashi (16/1), Keita Saitō (12/2), Akihiro Satō (10/1), Shūsuke Yonehara (3/0), Seiichirō Maki (30/3), Junior (3/0), Shūhei Kamimura (27/1), Shintarō Shimada (34/4), Minoru Suganuma (4/1)                  |
| Oita Trinita        | Takahiro Yamaguchi (2/0), Kyōhei Kuroki (9/1), Akira Takeuchi (39/1), Yoshinori Suzuki (42/3), Naoya Fukumori (38/0), Rei Matsumoto (31/3), Hwang Song-su (5/0), Yūsuke Gotō (41/17), Chiquinho (16/0), Yōhei Hayashi (14/1), Shōhei Kishida (29/1), Takumi Kiyomoto (3/1), Satoru Yamagishi (26/0), Shintarō Kokubu (13/0), Kōhei Isa (39/9), Yōsei Ōtsu (5/3), Kōki Kotegawa (34/3), Naoto Kamifukumoto (38/0), Yūya Himeno (12/0), Kazushi Mitsuhira (33/5), Daisuke Sakai (4/0), Tomoki Iwata (12/0), Tsubasa Yoshihira (4/0), Shun Takagi (4/0), Ryōsuke Maeda (15/1), Jun Suzuki (39/5), Tatsuya Sakai (4/0), Shōta Kawanishi (37/2)                                                                 |

## Statistiken

### Tabelle
| Pl.                                       | Verein                    | Sp. | S  | U  | N  | Tore    | Diff. | Punkte |
| ----------------------------------------- | ------------------------- | --- | -- | -- | -- | ------- | ----- | ------ |
| 1.                                        | Shonan Bellmare (A)       | 42  | 24 | 11 | 7  | 058:360 | +22   | 83     |
| 2.                                        | V-Varen Nagasaki          | 42  | 24 | 8  | 10 | 059:410 | +18   | 80     |
| 3.                                        | Nagoya Grampus (A)        | 42  | 23 | 6  | 13 | 085:650 | +20   | 75     |
| 4.                                        | Avispa Fukuoka (A)        | 42  | 21 | 11 | 10 | 054:360 | +18   | 74     |
| 5.                                        | Tokyo Verdy               | 42  | 20 | 10 | 12 | 064:490 | +15   | 70     |
| 6.                                        | JEF United Ichihara Chiba | 42  | 20 | 8  | 14 | 070:580 | +12   | 68     |
| 7.                                        | Tokushima Vortis          | 42  | 18 | 13 | 11 | 071:460 | +25   | 67     |
| 8.                                        | Matsumoto Yamaga FC       | 42  | 19 | 9  | 14 | 061:450 | +16   | 66     |
| 9.                                        | Ōita Trinita (N)          | 42  | 17 | 13 | 12 | 058:500 | +8    | 64     |
| 10.                                       | Yokohama FC               | 42  | 17 | 12 | 13 | 060:490 | +11   | 63     |
| 11.                                       | Montedio Yamagata         | 42  | 14 | 17 | 11 | 045:470 | −2    | 59     |
| 12.                                       | Kyōto Sanga               | 42  | 14 | 15 | 13 | 055:470 | +8    | 57     |
| 13.                                       | Fagiano Okayama           | 42  | 13 | 16 | 13 | 044:490 | −5    | 55     |
| 14.                                       | Mito Hollyhock            | 42  | 14 | 12 | 16 | 045:480 | −3    | 54     |
| 15.                                       | Ehime FC                  | 42  | 14 | 9  | 19 | 054:680 | −14   | 51     |
| 16.                                       | FC Machida Zelvia         | 42  | 11 | 17 | 14 | 053:530 | ±0    | 50     |
| 17.                                       | Zweigen Kanazawa (R)      | 42  | 13 | 10 | 19 | 049:670 | −18   | 49     |
| 18.                                       | FC Gifu                   | 42  | 11 | 13 | 18 | 056:680 | −12   | 46     |
| 19.                                       | Kamatamare Sanuki         | 42  | 8  | 14 | 20 | 041:610 | −20   | 38     |
| 20.                                       | Renofa Yamaguchi FC       | 42  | 11 | 5  | 26 | 048:690 | −21   | 38     |
| 21.                                       | Roasso Kumamoto           | 42  | 9  | 10 | 23 | 036:590 | −23   | 37     |
| 22.                                       | Thespakusatsu Gunma       | 42  | 5  | 5  | 32 | 032:880 | −56   | 20     |
| Quelle: Soccerway, Stand: Ende der Saison |                           |     |    |    |    |         |       |        |

| Zum Saisonende 2017: |                                                                                   |
| Aufstieg in die J1 League 2018: Shonan Bellmare, V-Varen Nagasaki Teilnahme an den Relegationsspielen zur J1 League: Nagoya Grampus, Avispa Fukuoka, Tokyo Verdy, JEF United Ichihara Chiba Abstieg in die J3 League 2018: Thespakusatsu Gunma |                                                                                   |
| |                                                                                   |
| Zum Saisonende 2016: |                                                                                   |
| (A) | Absteiger aus der J1 League 2016: Nagoya Grampus, Shonan Bellmare, Avispa Fukuoka |
| (R) | Sieger der Relegation J2/J3 2016: Zweigen Kanazawa                                |
| (N) | Aufsteiger aus der J3 League 2016: Ōita Trinita                                   |

### Aufstiegsplayoffs
Die Mannschaften auf den Plätzen 3 bis 6 bestimmten in drei Play-off-Spielen den dritten Aufsteiger in die J1 League 2018. Im Halbfinale spielten zunächst der Drittplatzierte gegen den Sechstplatzierten sowie der Vierte gegen den Fünften. Die Gewinner dieser Spiele bestritten das Finale auf dem Platz der in der Saison besser platzierten Mannschaft, der Sieger stieg auf. Als Besonderheit sah der Modus vor, dass bei einem Unentschieden immer die Mannschaft mit der besseren Platzierung aus der regulären Saison weiterkam.

#### Halbfinale
Nagoya Grampus traf als beste der vier teilnehmenden Mannschaften im heimischen Paloma Mizuho Stadium auf JEF United Ichihara Chiba.
| Paarung        | Nagoya Grampus – JEF United Ichihara Chiba |
| Ergebnis       | 4:2 (0:1) |
| Datum          | 26. November 2017 |
| Stadion        | Paloma Mizuho Stadium, Nagoya, Aichi |
| Zuschauer      | 18.350 |
| Schiedsrichter | Nobutsugu Murakami |
| Tore           | 0:1 Joaquín Larrivey (45.+1'), 1:1 Taishi Taguchi (61.), 2:1 und 3:1 Robin Simović (66., 86.), 3:2 Joaquín Larrivey (90.), 4:2 Robin Simović (90.+6') |

Im zweiten Halbfinale spielten Avispa Fukuoka und Tokyo Verdy gegeneinander. Aufgrund von Renovierungsarbeiten am Heimstadion von Avispa im Rahmen der 2019 in Japan stattfindenden Rugby-Union-Weltmeisterschaft wurde die Partie im Egao Kenkō Stadium in Kumamoto, Kumamoto ausgetragen.
| Paarung        | Avispa Fukuoka – Tokyo Verdy           |
| Ergebnis       | 1:0 (1:0)                              |
| Datum          | 26. November 2017                      |
| Stadion        | Egao Kenkō Stadium, Kumamoto, Kumamoto |
| Zuschauer      | 9.019                                  |
| Schiedsrichter | Itaru Hirose                           |
| Tore           | 1:0 Kōji Yamase (14.)                  |

#### Finale
| Paarung        | Nagoya Grampus – Avispa Fukuoka |
| Ergebnis       | 0:0                             |
| Datum          | 3. Dezember 2017                |
| Stadion        | Toyota Stadium, Toyota, Aichi   |
| Zuschauer      | 37.959                          |
| Schiedsrichter | Hiroyuki Kimura                 |
| Tore           | keine                           |

### Zuschauertabelle
| Platz                  | Mannschaft                | Heimspiele | Zuschauer | pro Spiel |
| ---------------------- | ------------------------- | ---------- | --------- | --------- |
| 01.                    | Nagoya Grampus            | 21         | 322.672   | 15.365    |
| 02.                    | Matsumoto Yamaga FC       | 21         | 255.076   | 12.146    |
| 03.                    | JEF United Ichihara Chiba | 21         | 209.637   | 9.983     |
| 04.                    | Avispa Fukuoka            | 21         | 200.546   | 9.550     |
| 05.                    | Fagiano Okayama           | 21         | 198.883   | 9.471     |
| 06.                    | Shonan Bellmare           | 21         | 177.527   | 8.454     |
| 07.                    | Ōita Trinita              | 21         | 169.328   | 8.063     |
| 08.                    | FC Gifu                   | 21         | 146.518   | 6.977     |
| 09.                    | Kyōto Sanga               | 21         | 141.705   | 6.748     |
| 10.                    | Roasso Kumamoto           | 21         | 137.698   | 6.557     |
| 11.                    | Montedio Yamagata         | 21         | 138.232   | 6.582     |
| 12.                    | Tokyo Verdy               | 21         | 130.334   | 6.206     |
| 13.                    | Yokohama FC               | 21         | 125.301   | 5.967     |
| 14.                    | V-Varen Nagasaki          | 21         | 124.756   | 5.941     |
| 15.                    | Renofa Yamaguchi FC       | 21         | 114.538   | 5.454     |
| 16.                    | Tokushima Vortis          | 21         | 104.557   | 4.979     |
| 17.                    | Mito Hollyhock            | 21         | 103.549   | 4.931     |
| 18.                    | Zweigen Kanazawa          | 21         | 92.336    | 4.397     |
| 19.                    | FC Machida Zelvia         | 21         | 85.177    | 4.056     |
| 20.                    | Ehime FC                  | 21         | 81.193    | 3.866     |
| 21.                    | Thespakusatsu Gunma       | 21         | 80.465    | 3.832     |
| 22.                    | Kamatamare Sanuki         | 21         | 79.908    | 3.805     |
| Gesamt                 | Gesamt                    | 462        | 3.219.936 | 6.970     |
| Stand: Ende der Saison |                           |            |           |           |